# Hrabstwo Warren (Karolina Północna)
Hrabstwo Warren (ang. Warren County) – hrabstwo w stanie Karolina Północna w Stanach Zjednoczonych.

## Geografia
Według spisu z 2000 roku obszar całkowity hrabstwa obejmuje powierzchnię 444 mil2 (1149,95 km²), z czego 429 mil2 (1111,1 km²) stanowią lądy, a 15 mil2 (38,85 km²) stanowią wody. Według szacunków United States Census Bureau w roku 2012 miało 20 576 mieszkańców. Jego siedzibą administracyjną jest Warrenton.

### Miasta
- Macon
- Norlina
- Warrenton